# Briceño (Antioquia)
Briceño es un municipio de Colombia, ubicado en la subregión Norte del departamento de Antioquia. Limita por el norte con el municipio de Ituango, por el este con los municipios de Valdivia y Yarumal, por el sur con el municipio de Yarumal y por el oeste con los municipios de Toledo e Ituango.
Es uno de los municipios más jóvenes de Antioquia, pues fue erigido Municipio solo en 1980.

## Historia
Periodo precolombino
Pocos han sido los estudios centrados en el periodo precolombiano del municipio de Briceño, los mapas de distribución de comunidades indígenas muestran que el territorio que hoy en día ocupa Briceño fue habitado desde tiempos prehispánicos por indígenas de la tribu Nutabe, al igual que la mayor parte del territorio que actualmente constituye la subregión norte y parte de la subregión occidente del departamento de Antioquia, sin embargo, no se tiene claridad sobre las dinámicas ni antigüedad de este poblamiento inicial. 
Las primeras huellas del proceso de conquista española del territorio se encuentran en los viajes del conquistador Andrés de Valdivia, conocido como el “Gobernador y capitán general de las provincias de Antioquia, Ituango, Nibe, Brerunco y tierra entre los dos ríos y provincia de Urabá hasta el mar del Norte”. Este se enfrentó a las fuerzas nutabes, siendo derrotado y asesinado en 1574 por el cacique Quimé, ante lo cual, Gaspar de Rodas tomó violentamente el dominio de estas tierras en nombre de la Corona española. 
Es un patrón recurrente en los procesos de conquista española la ocupación de ciertas zonas del territorio, mientras los indígenas se relegan a otras zonas, generalmente ubicadas en los extremos y en zonas de alta vegetación. Por esta razón, no se produce una ocupación total del territorio, sin embargo, este queda a disposición de la Corona española. En consecuencia, prácticamente todo el territorio conquistado por Valdivia y Rodas permaneció inexplorado durante la mayor parte de su época colonial, incluido el territorio actualmente conocido como Briceño. 
El primer registro documentado referido al territorio briceñita data de 1760, cuando el español Antonio de la Quintana reclamó como suyo un amplio territorio de lo que hoy en día es el territorio antioqueño, en aquel entonces inexplorado. Sin embargo, en 1780, los señores Joaquín Barrientos y Plácido Misas denunciaron ante José Nerón y Caicedo, oidor de la Cancillería Real del Reino de Nueva Granada y juez privativo de tierras, la vacancia de estos mismos terrenos, solicitando su adquisición. Los implicados eran reconocidos latifundistas, propietarios de grandes extensiones de tierra y cercanos a la corona.
Este proceso desencadenó un pleito que se resolvió mediante el nombramiento de una comisión conformada por Francisco Leonín Estrada, Joaquín de Betancourt e Ignacio Álvarez, encargados del reconocimiento, medición y repartición de las tierras en cuestión.
En 1781, se decidió medir el terreno en estancias, cada una compuesta por 30 cabuyas de largo y 15 de ancho, midiendo cada cabuya 66 varas. En términos actuales, cada estancia medía aproximadamente 1.3 km². Los señores Misas y Barrientos obtuvieron en el reparto una mayor cantidad de terreno, mientras que los herederos de Quintana se quedaron con lo demás. En el territorio otorgado a Misas y Barrientos, se edificó un caserío denominado San Luís de Góngora, el cual posteriormente pasaría a conocerse como Yarumal.
Los primeros procesos de población
Una revisión a los mapas antiguos de Antioquia, durante su periodo provinciano y su etapa como estado, permite evidenciar que Briceño ha estado durante toda su existencia documentada adscrito a Antioquia, con independencia del proceso de configuración y modificación territorial del departamento. 
Los primeros datos de administración territorial están incluidos en la Carta Corográfica del Estado de Antioquia, construida por los ingenieros Manuel Ponce de León y Manuel María Paz en 1864, donde se muestran los sectores de "Alto Orejón", "Loma Curiman" y "Chontaduro"; al igual que los ríos "Socavón", "Espíritu Santo" y "Río del Oro". Sitios que actualmente están dentro del territorio briceñita, conservando en muchos casos los nombres de aquella época, y constituyendo sus primeros vestigios de delimitación geográfica y población.
El proceso de la regeneración y los viajes de Manuel Briceño
Después de la Independencia de Colombia, en 1810, la nación comenzó su proceso de “constitución política” del cual se desprendieron dos partidos políticos hegemónicos: el Partido Liberal y el Partido Conservador. La pugna entre ambos dominó el panorama social, político y económico del país durante muchos años y originó conflictos civiles de diversa índoles y gravedad.
En 1884, el presidente Rafael Núñez da inicio al proceso de La Regeneración, bajo una fuerte oposición de algunos partidarios liberales. En aquella época, el país era conocido como Estados Unidos de Colombia, y existía un poder descentralizado, donde los estados (una figura similar a la de los departamentos actuales) tenían una autonomía declarada del gobierno central. Igualmente, no existía un ejército unificado, en su lugar existían fuerzas liberales y conservadoras al servicio de los gobernadores, divididos entre liberales y conservadores.

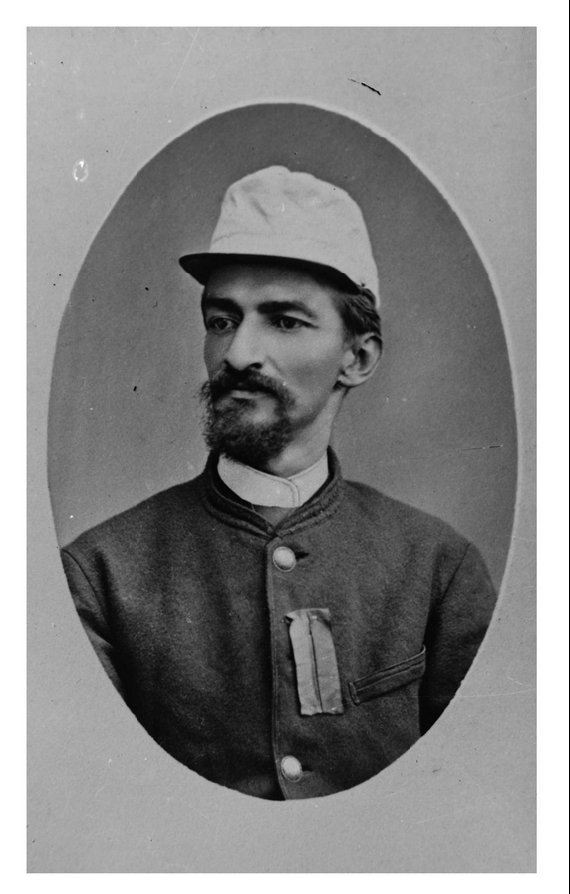
General Manuel Briceño Fernández, en 1885.

Bajo este contexto, se constituyen las denominadas “Guerras de Núñez”, oficialmente agrupadas como Guerra Civil Colombiana de 1884-1885. Uno de los generales en beligerancia fue Manuel Briceño Fernandez, hijo de Emigdio Briceño Guzmán "El Septembrista" y Dolores Fernández y Armero, político, escritor, periodista y jefe de la Segunda División del Ejército, encargado de restablecer el orden progresivo en los estados de Tolima, Antioquia y Bolívar.
Después de cumplir con su deber en otras zonas del territorio nacional, emprende camino desde Medellín hacia el departamento de Bolívar, teniendo un breve paso por Yarumal el 25 de marzo de 1885, donde es recibido por ciudadanos e integrantes del directorio conservador. Desde allí, se dirige hacia Cáceres, y se menciona de forma difusa que tuvo un pasó con sus tropas (las cuales se calculan en aproximadamente 1200 integrantes) por el sitio en el que se ubica el casco urbano de Briceño, acampando en el sitio donde hoy en día se ubica el Parque Municipal, y fundando algunas viviendas [cita requerida].  
Posteriormente, en 1886 se construye un pequeño caserío comprendido por cerca de 10 viviendas, el cual recibió el nombre de “Cañaveral”. Sus primeros pobladores fueron las familias Palacios, Granados y Mazo, de Yarumal, y los Vélez, de Valdivia. 
El acelerado crecimiento demográfico experimentado por el caserío, y la cercanía de los habitantes a la religión católica, hizo necesario el envío de sacerdotes para llevar a cabo los oficios religiosos, siendo el primero de ellos el Presbítero Uladislao Ortíz, quien ofició el primer bautizo el 7 de febrero de 1889.  Poco después, el 10 de agosto de 1889, el Decreto 12-80 dado por Monseñor Jesús María Rodriguez de la Diócesis de Antioquia, creó la Viceparroquia de Briceño, siendo el Presbítero Ortíz el primer párroco designado. 
En 1921, el Concejo Municipal de Yarumal acuerda constituir el caserío como un corregimiento, bajo el nombre de "Cañaveral", constituyendo oficialmente un territorio administrado por el poder político del estado colombiano.
Junta Pro-municipio
Se integra en 1979, su función era llevar a cabo las gestiones para la creación del municipio de Briceño como una entidad territorial autónoma. 
La primera solicitud fue negada por la Asamblea Departamental en noviembre de 1979, en respuesta, la Junta envió un comunicado al gobernador, Álvaro Villegas Moreno, solicitando su apoyo ante el Departamento Nacional de Planeación. En 1980 se recibió el concepto favorable por parte del Departamento Nacional de Planeación, permitiendo elevar nuevamente la solicitud ante la Asamblea Departamental, contando adicionalmente con una resolución de apoyo por parte del Consejo Municipal de Yarumal. 
Algunos pobladores recuerdan que, después de conocerse la noticia de la creación del municipio de Briceño, los ahora briceñitas iniciaron una celebración que se extendería por más de tres días, a lo largo y a lo ancho de la cabecera municipal. 
Vida municipal

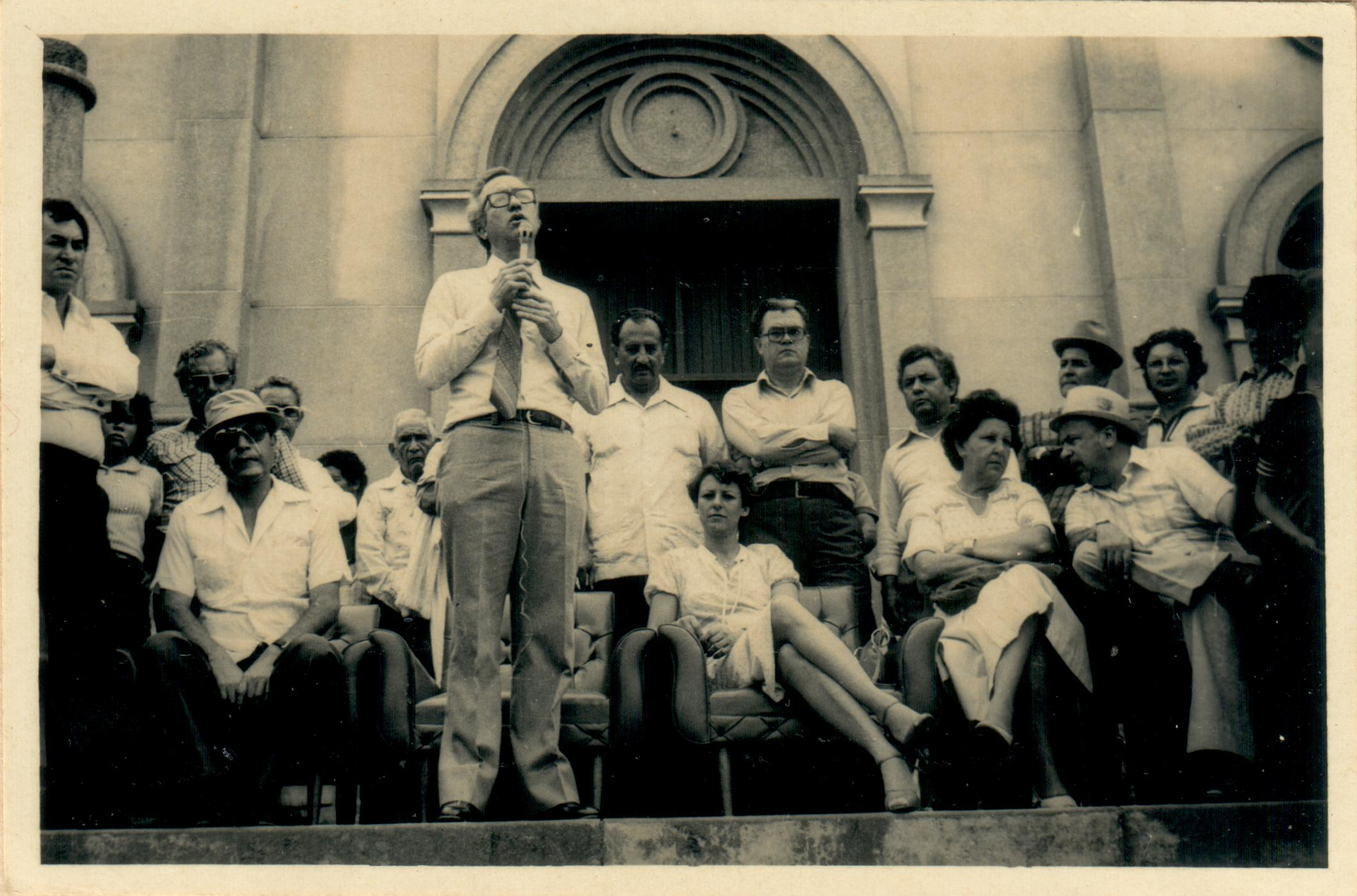
Visita del gobernador Álvaro Villegas Moreno al recién creado municipio de Briceño (Antioquia), en enero de 1981.

El 26 de noviembre de 1980 se crea el municipio de Briceño, mediante la Ordenanza N.º 27, decretando su segregación de Yarumal y el inicio de su vida municipal en enero de 1981. El gobernador, Álvaro Villegas Moreno, uno de los impulsores del proceso de municipalización, hizo presencia en el lugar, con motivo del inicio de su vida municipal, convirtiéndose así en el primer gobernador que visitó el municipio
La ordenanza departamental fija al poblado de Briceño como cabecera municipal, al cual se adscribe el corregimiento de Berlín y la inspección de Policía de Las Auras. Posteriormente, se crean los corregimientos de Chorrillos y Travesías, mediante el Acuerdo Municipal 014, aprobado por el Concejo Municipal en 2022.
El primer alcalde designado fue Arnulfo Mora Posada, uno de los integrantes iniciales de la Junta Promunicipio, y quien llevó la idea a los habitantes. Las primeras elecciones del Concejo Municipal tienen lugar en 1982, dando conformación al mismo, posteriormente, el 13 de marzo de 1988, tienen lugar las primeras elecciones populares de alcaldes en el país, siendo elegido popularmente Fernando Berrío, del directorio conservador, quien se disputó el cargo con Marta Elena Carrasquilla, la candidata liberal.

## Toponimia
El nombre de Briceño fue otorgado por el gobernador Marceliano Vélez en 1886 a la recién creada población, en homenaje al general conservador Manuel Briceño Fernández; quien tuvo un breve paso con sus tropas por el territorio de Yarumal, en camino hacia la Costa Atlántica, durante la guerra civil colombiana de 1885 [cita requerida]. 
Bajo este contexto, es topónimo del municipio de Briceño (Boyacá), el cual fue nombrado "Briceño" en 1890 como un homenaje de la Asamblea de Boyacá al general conservador.

## División Político-Administrativa
Además de su cabecera municipal, Briceño tiene bajo su jurisdicción varios Centros Poblados, que agrupan un total de 31 veredas en cuatro corregimientos:

Mapa de los corregimientos y veredas del municipio de Briceño (Antioquia).

| Corregimiento           | Extensión | Centro Poblado | Veredas |
| Las Auras               | 48,92 km² | Las Auras      | El Gurrí, Las Auras, El Turcó, La Cristalina, La Rodriguez y Laderas.                                                             |
| Pueblo Nuevo - Berlín   | 81,27 km² | Berlín         | Orejón, Berlín, La Calera, San Pedro, Buenavista, La Mina y Alto de Chiri.                                                        |
| Travesías               | 65,7 km²  | Travesías      | El Pescado, Travesías, La América, Los Naranjos, Cucurucho, Palmichal, Gurimán, El Roblal, El Guaico, El Polvillo y La Palestina. |
| Chorrillos              | 84,38 km² | Chorrillos     | Campo Alegre, Chorrillos, El Anime, San Epifanio, San Francisco y Santa Ana.                                                      |
| Veredas sin adscripción | 120,7 km² | Briceño        | La Vélez, La Correa, Moravia, La Meseta, Morrón, El Respaldo y Quebraditas                                                        |

## Generalidades
Fundación: 1 de enero de 1887 

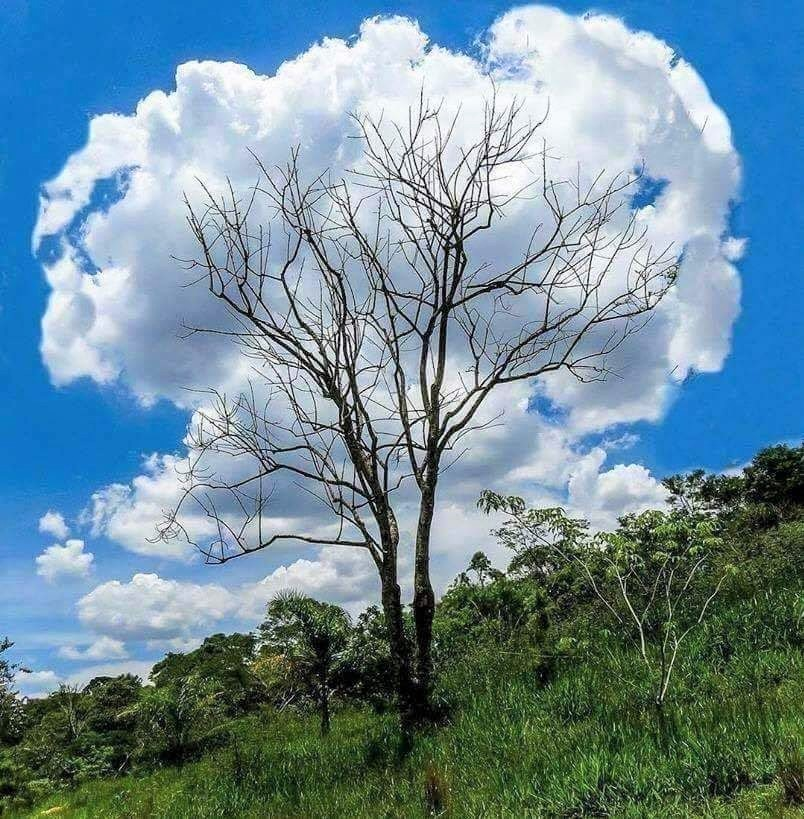
Naturaleza Briceñita encantada

El decreto de creación de la "Inspectoría de Policía de Briceño" fue dado el 22 de junio de 1886, por el gobernador Marceliano Vélez. Para esta fecha, ya existía en el sitio un proceso de poblamiento, iniciado por colonos yarumaleños, que se aventuraron a colonizar aquellas tierras desde 1870.Este nombramiento era equivalente a su constitución como corregimiento de Yarumal. 
Este sitio se conoció originalmente con el nombre de Cañaveral, también como Nueva Granada y, finalmente, como Briceño. También se le conoce como Rinconcito amable de Antioquia.
Solo hasta 1981 se convirtió en municipio, conservando el nombre dado por el gobernador en 1886. De allí que se considere como uno de los municipios más jóvenes de Colombia, aunque si se cuenta la fecha desde su fundación inicial, acumula una importante antigüedad.
Briceño forma parte de la Provincia Bioenergética del Norte de Antioquia, junto a otros 12 municipios, y tiene dentro de su jurisdicción parte del Proyecto Hidroeléctrico Hidroituango.
El municipio está comunicado por carretera con Valdivia, Yarumal, Toledo y Medellín.

## Demografía
Población Total: 8 039 hab. (2018)
- Población Urbana: 2 552
- Población Rural: 5 487

Alfabetismo: 77.3% (2005)
- Zona urbana: 81.4%
- Zona rural: 75.7%

### Etnografía
Según las cifras presentadas por el DANE del censo 2005, la composición etnográfica del municipio es: 
- Mestizos & Blancos (88,1%)
- Afrocolombianos (11,9%)

## Economía
La economía de este municipio está fundamentalmente basada en la ganadería, la agricultura (café, cacao, caña de azúcar, aguacate), panela, árboles frutales (mora, maracuyá, gulupa), la minería artesanal, y la madera.
Durante gran parte de su existencia como municipio, la economía de Briceño también estuvo basada en cultivos ilícitos, principalmente en la siembra de coca. Sin embargo, a raíz de los acuerdos de paz entre el gobierno nacional y las FARC-EP, se dio un proceso de sustitución voluntaria de cultivos ilícitos en favor de propuestas legales. Dicho proceso continúa en fase de implementación, pero es preciso afirmar que el tránsito hacia economías legales es un hecho portador de futuro.

## Fiestas
- Fiestas patronales de la Virgen del Carmen – 16 de julio
- Fiesta del Liceo – primera semana de octubre
- Fiesta del Agua – programadas generalmente en la segunda mitad del año

## Sitios de interés
- Iglesia parroquial de Nuestra Señora del Carmen: un templo religioso de edificación moderna.

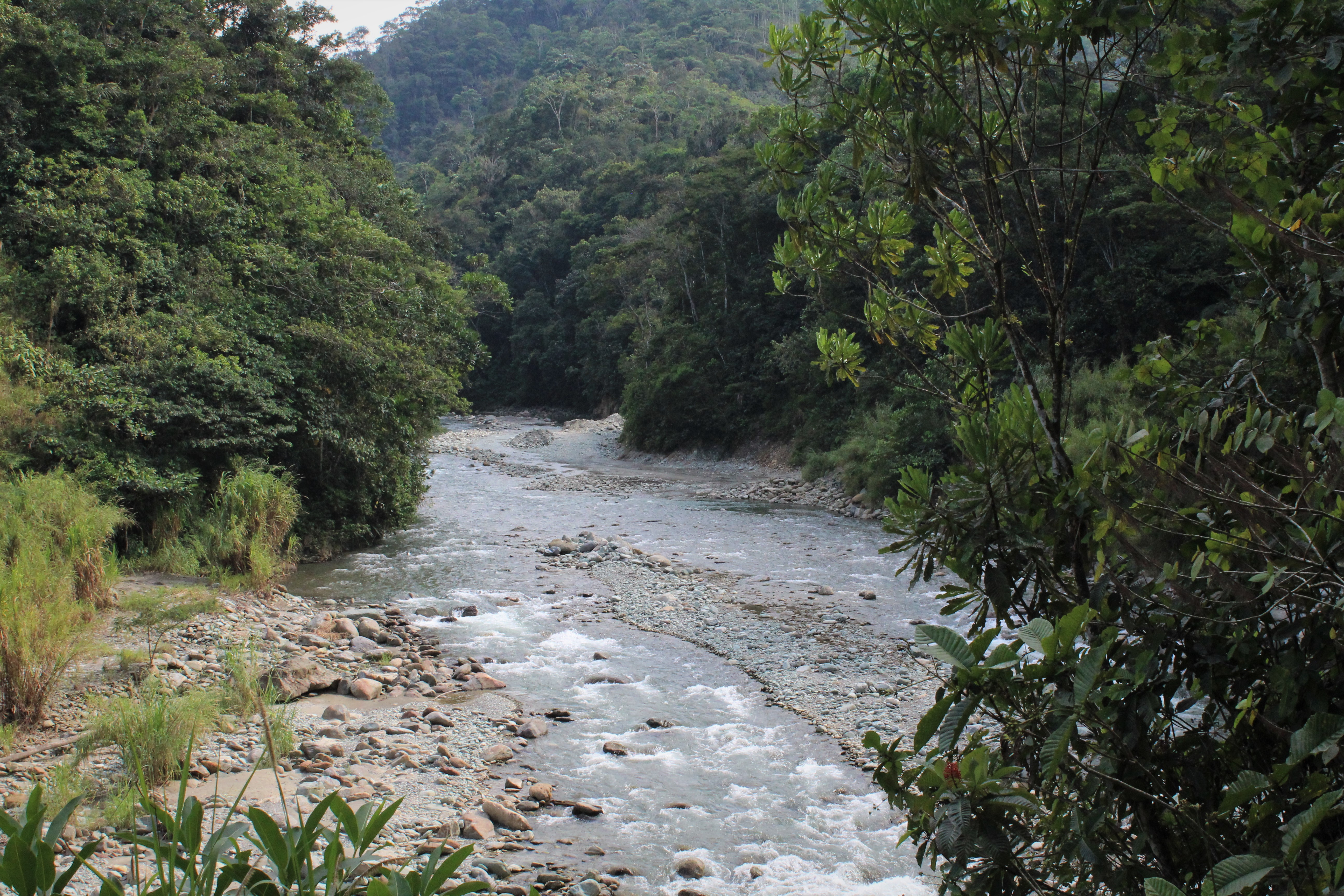
Río espíritu santo, el cual en época de verano se convierte en el atractivo turístico del Municipio y la región, ya que en él se forman charcos y playas, que son el deleite para que propios y visitantes.

- Charcos del Río Espíritu Santo: Nuestra Señora del Carmen.  * Iglesia parroquial de Nuestra Señora del Carmen. Es un templo de edificación moderna. Río espíritu santo, el cual en época de verano se convierte en el atractivo turístico del Municipio y la región, ya que en él se forman charcos y playas, que son el deleite para que propios y visitantes.Cuenta con la Cuenca del río espíritu santo, el cual en época de verano se convierte en el atractivo turístico del Municipio y la región, ya que en él se forman charcos y playas, que son el deleite para que, propios y visitantes, disfruten paseos de olla, tardes de baño, sancochadas e integraciones. Se considera, pues, a Briceño, como paraíso hidrográfico, ya que esta fuente vital, es la mayor riqueza del territorio, además del clima tropical húmedo lo establecen en atractivo turístico. Aparte de la utilización de las quebradas y ríos para el disfrute, con sus aguas se adelantan proyectos que beneficiarán, no solo a la región, sino también al departamento y el país.

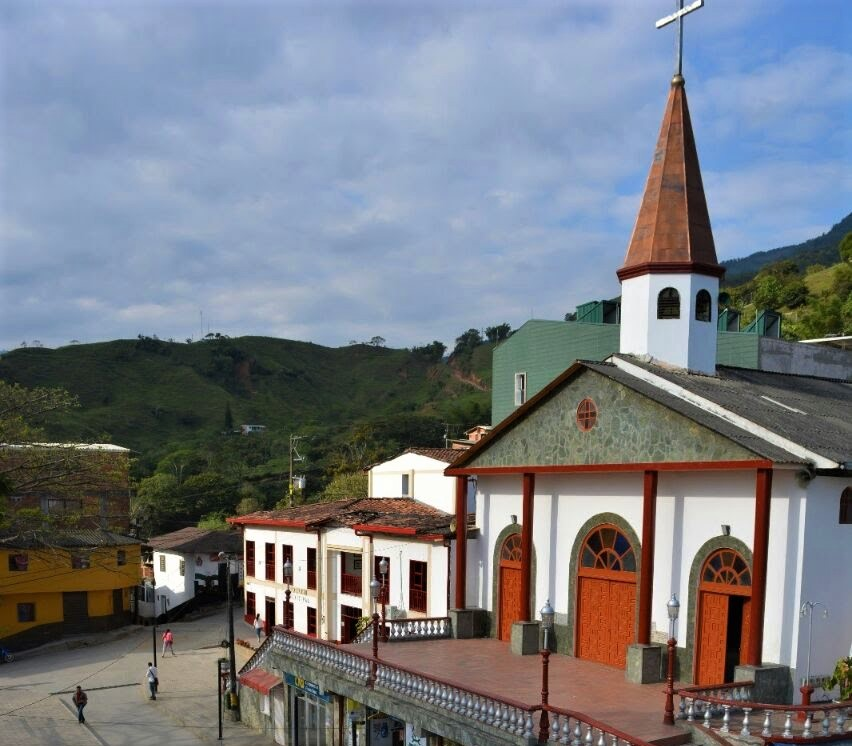
Nuestra Señora del Carmen. * Iglesia parroquial de Nuestra Señora del Carmen. Es un templo de edificación moderna.

- Lago de las Auras: es esta una laguna natural formada en la cima de la montaña, sobre la cual se ubica el corregimiento de Las Auras. Es muy atractiva debido a la hermosura de sus aguas y la vista que desde allí se tiene sobre el cañón de los ríos Cauca y Espíritu Santo

- Minas de Berlín: están localizadas en el corregimiento Berlín. Son las ruinas de una antigua mina sobre la cual se sostienen gran cantidad de mitos y leyendas populares. Poseen muy buen atractivo turístico debido a la antigüedad y belleza de sus construcciones, pues su infraestructura proviene de tan antiguo como el siglo XVII. Se dice que en estas minas existe oro todavía. Están localizadas, en mula, a 8 h de la cabecera municipal

- La Cruz: es un monumento religioso localizado sobre la montaña, desde el cual se aprecia la cabecera municipal de Briceño con una perspectiva diferente. Ir hasta allá es un viaje muy atractivo porque no hay acceso por carretera, solamente por medio del camino de herradura, lo que le da la oportunidad al visitante de disfrutar la belleza y tranquilidad de la naturaleza en su forma original y típica

- El Santuario: un hermoso sendero natural, construido por indígenas hace aproximadamente 500 años. Además, desde El Santuario se divisa una panorámica completa y muy agradable del municipio de Briceño y de la cuenca del río Espíritu Santo. La historia se divide en dos etapas, una cuando fue fundado un Caserío corregimiento de Yarumal y luego Municipio en 1981. Cuando los primeros pobladores forman un caserío y lo llaman Cañaveral, destinan en lo alto de un cerro, un santuario en honor a la Virgen de las Misericordias y es allí donde entierran a sus muertos. Este es un lugar maravilloso desde donde se puede contemplar el cañón del río espíritu santo y la panorámica del municipio. Allí se enterraban las personas, luego colocaban una placa o una columna, como las usadas en los mausoleos esto hasta el año 1954, también por allí, quedaba el camino de herradura que conducía al municipio de Yarumal, por donde se transportaban a lomo de mula las personas y los víveres que proveían las necesidades de los pobladores. Luego, a mediados de 1955, se construye un cementerio nuevo en las afueras del municipio, quedando el santuario como patrimonio material y oral, ya que su población así lo recuerda. En él se tendían toda clase de historias, de mitos y leyendas. Y por supuesto no podía faltar los enamorados que en las tardes se iban a contemplar las puestas de sol. Actualmente, allí se encuentra ubicada una base del ejército, pero no obstante la gente desea recuperarlo como mirador turístico. [12]